# María Josefa Lago

María Josefa de Lago-Bahamonde y de la Rocha (Quito, 1674). Tercer miembro de la casa de los Marqueses de Villarrocha. Nació en la acomodada casa familiar llamada Villa Rocha (Villarrocha), ubicada en el centro de la ciudad de Quito.

## Biografía
Hija de Juan de Lago-Bahamonde y Catalina de la Rocha y Carranza, María Josefa heredó el título nobiliario de su tío materno, José Antonio de la Rocha y Carranza, II Marqués de Villarocha, ya que el matrimonio de este con Teresa Manrique de Lara y Polanco no tuvo descendencia. A temprana edad fue enviada a educarse en España, donde se casaría para luego volver a América.
Alrededor del año 1700 contrajo nupcias con Pablo José Carcelén Ladrón de Guevara y Vera, el evento tuvo lugar en la localidad murciana de Tobarra, de donde era originario el novio. Tuvieron ocho hijos, siendo las siete primeras mujeres.

### Llegada a América
Poco después de su matrimonio, a su esposo le ofrecieron la oportunidad de un cargo como oidor en la colonia de la Real Audiencia de Quito, y por ello la familia se trasladó a tierras americanas en donde continuarían con su linaje a través de su octavo hijo: Pablo Carcelén de Guevara y Lago Bahamonde.

## Genealogía
|  | |  |  |  |  |  |  |  |  |  |  |  |  |  |  |  |
|  | 8. Juan de Lago-Bahamonde y Pico de Aguilar                                                                 |  |  |  |  |  |  |  |  |  |  |  |  |  |  |  |
|  | |  |  |  |  |  |  |  |  |  |  |  |  |  |  |  |
|  | |  |  |  |  |  |  |  |  |  |  |  |  |  |  |  |
|  | 4. Juan de Lago-Bahamonde y Bazante de Pedrosa                                                              |  |  |  |  |  |  |  |  |  |  |  |  |  |  |  |
|  | |  |  |  |  |  |  |  |  |  |  |  |  |  |  |  |
|  | |  |  |  |  |  |  |  |  |  |  |  |  |  |  |  |
|  | 9. María Bazante de Pedrosa y Pico de Aguilar                                                               |  |  |  |  |  |  |  |  |  |  |  |  |  |  |  |
|  | |  |  |  |  |  |  |  |  |  |  |  |  |  |  |  |
|  | |  |  |  |  |  |  |  |  |  |  |  |  |  |  |  |
|  | 2. Juan Agustín de Lago-Bahamonde y Araujo                                                                  |  |  |  |  |  |  |  |  |  |  |  |  |  |  |  |
|  | |  |  |  |  |  |  |  |  |  |  |  |  |  |  |  |
|  | |  |  |  |  |  |  |  |  |  |  |  |  |  |  |  |
|  | 10. Varón de Araujo                                                                                         |  |  |  |  |  |  |  |  |  |  |  |  |  |  |  |
|  | |  |  |  |  |  |  |  |  |  |  |  |  |  |  |  |
|  | |  |  |  |  |  |  |  |  |  |  |  |  |  |  |  |
|  | 5. María Violante de Araujo y Zúñiga                                                                        |  |  |  |  |  |  |  |  |  |  |  |  |  |  |  |
|  | |  |  |  |  |  |  |  |  |  |  |  |  |  |  |  |
|  | |  |  |  |  |  |  |  |  |  |  |  |  |  |  |  |
|  | 11. Dama Zúñiga                                                                                             |  |  |  |  |  |  |  |  |  |  |  |  |  |  |  |
|  | |  |  |  |  |  |  |  |  |  |  |  |  |  |  |  |
|  | |  |  |  |  |  |  |  |  |  |  |  |  |  |  |  |
|  | 1. María Josefa de Lago-Bahamonde y de la Rocha III Marquesa de Villarocha                                  |  |  |  |  |  |  |  |  |  |  |  |  |  |  |  |
|  | |  |  |  |  |  |  |  |  |  |  |  |  |  |  |  |
|  | |  |  |  |  |  |  |  |  |  |  |  |  |  |  |  |
|  | 12. Jerónimo Andrés de la Rocha y de la Rocha nieto de Andrés Girandía de la Rocha, I Marqués de Villarocha |  |  |  |  |  |  |  |  |  |  |  |  |  |  |  |
|  | |  |  |  |  |  |  |  |  |  |  |  |  |  |  |  |
|  | |  |  |  |  |  |  |  |  |  |  |  |  |  |  |  |
|  | 6. Diego Andrés de la Rocha y Bustamante-Pérez de Montiel                                                   |  |  |  |  |  |  |  |  |  |  |  |  |  |  |  |
|  | |  |  |  |  |  |  |  |  |  |  |  |  |  |  |  |
|  | |  |  |  |  |  |  |  |  |  |  |  |  |  |  |  |
|  | 13. Luisa de Bustamante y Pérez de Montiel                                                                  |  |  |  |  |  |  |  |  |  |  |  |  |  |  |  |
|  | |  |  |  |  |  |  |  |  |  |  |  |  |  |  |  |
|  | |  |  |  |  |  |  |  |  |  |  |  |  |  |  |  |
|  | 3. Catalina de la Rocha y Sánchez de Carranza hermana del segundo Marqués de Villarocha                     |  |  |  |  |  |  |  |  |  |  |  |  |  |  |  |
|  | |  |  |  |  |  |  |  |  |  |  |  |  |  |  |  |
|  | |  |  |  |  |  |  |  |  |  |  |  |  |  |  |  |
|  | 14. Jacinto Sánchez de Carranza y Guzmán de Castro                                                          |  |  |  |  |  |  |  |  |  |  |  |  |  |  |  |
|  | |  |  |  |  |  |  |  |  |  |  |  |  |  |  |  |
|  | |  |  |  |  |  |  |  |  |  |  |  |  |  |  |  |
|  | 7. Feliciana Sánchez de Carranza y Guzmán-Liñán                                                             |  |  |  |  |  |  |  |  |  |  |  |  |  |  |  |
|  | |  |  |  |  |  |  |  |  |  |  |  |  |  |  |  |
|  | |  |  |  |  |  |  |  |  |  |  |  |  |  |  |  |
|  | 15. Feliciana de Liñán-Cueto y Lucero de la Cueva                                                           |  |  |  |  |  |  |  |  |  |  |  |  |  |  |  |
|  | |  |  |  |  |  |  |  |  |  |  |  |  |  |  |  |
|  | |  |  |  |  |  |  |  |  |  |  |  |  |  |  |  |

## Sucesión
| Predecesor: Antonio de la Rocha y Sánchez de Carranza | Marquesa de Villarrocha | Sucesor: Pablo Carcelén de Guevara y Lago-Bahamonde |